# Cosso
Cosso (o Cosus) (Cossue o Cosei en datiu) és un déu guerrer present a les cultures antigues del nord-oest de la Península ibèrica. Se'l relaciona amb la cultura galaica, que inclouria l'actual Galícia, el nord de Portugal i part de les províncies de Lleó i d'Astúries.

## Culte
Cosso seria un equivalent galaic del deu Bandua celta o del déu Mart romà.
Es tractaria d'una deïtat que encaixaria amb el tarannà de les tribus galaiques que, segons Estrabó (3-3.7), estaben contínuament en peu de guerra abans de l'arribada dels romans. Quan Estrabó parla dels habitants muntanyencs del nord diu que "sacrifiquen a Ares cabrits, bous i cavalls". El geògraf opina que un déu que s'assimila a l'Ares grec, déu de la guerra, era el déu principal del panteó dels pobles del nord.
Tradicionalmente hi ha hagut la convicció que aquest deu suprem dels galaics seria el que apareix mencionat a les inscripcions amb el radical COS- o CUS-.

## Epigrafia
Aquesta deïtat indígena ha estat estudiada per l'historiador portuguès Armando Coelho Ferreira da Silva a través de les inscripcions amb el radical COS-. Segons l'investigador portuguès, les inscripcions ens demostren la gran presència d'aquest déu a la zona, ja que n'existeixen fins a set testimonis fiables, més dos de dubtosos. Un exemple és la inscripció de Brandomil (A Coruña) consagrada a "COSO M(ARTI)", una clara assimilació de deïtats. Aquesta assimiliació fa pensar a Ferreira da Silva que Cosso seria un déu suprem de la guerra i no una deïtat que hagués de compartir la seva atribució amb d'altres personatges.

## Etimologia
Blanca María Orósper relaciona el mot Cosso amb l'arrel *Kom-dH-to, que significa " unió de rius", on s'hi produeix una evolució mdt > ns > ss / s. Amb això Cosso concordaria perfectament amb el britònic Condatis, conegut per vàries inscripcions aparegudes al Regne Unit més una altra trobada a Sarthe (França).
Condatis s'assimila també amb la divinitat corresponent romana (cif: CONDATI MARTI. Barnard Castle-Yorkshire) i, com amb el cas de Cosso, el seu nom significa "Déu de la unió". Aquesta associació, més el fet que es tractin de déus guerrers assimilats a Mart, connecta les cultures galaiques i asturs amb el món gal i britònic.